# Høgnorsk
Høgnorsk es un nombre que significa «alto noruego». Este nombre se utiliza para nombrar las variedades conservadoras del nynorsk. En la práctica, el høgnorsk es lo mismo que el landsmål, pero tiene otras connotaciones. A menudo se le acredita al profesor Torleiv Hannaas haber introducido el término en un artículo de 1922, titulado Høgnorsk eller flatnorsk?. Él usó el término análogamente al alto alemán o Hochdeutsch, resaltando que Ivar Aasen, el creador de la ortografía nynorsk, había valorado especialmente los dialectos de las áreas montañosas del centro y oeste de Noruega, en oposición a los dialectos de las tierras bajas del este del país. Los dialectos de las tierras bajas fueron llamados por Hannaas flatnorsk (noruego llano, como Plattdeutsch).
Hoy más comúnmente la expresión alto noruego implica que el høgnorsk está por encima de los dialectos noruegos, tanto como común denominador lingüísticamente, así como expresión cultural nacional. El movimiento høgnorsk surgió de la oposición a la política oficial samnorsk que tenía el fin de reducir las diferencias entre el nynorsk y el bokmål. las reformas en esta dirección se realizaron entre 1938 y 1959. Inicialmente, hubo considerable resistencia contra las reformas, pero el estándar resultante es ahora ampliamente aceptado. El høgnorsk es apoyado por la Ivar Aasen-sambandet y los activistas tras Målmannen, sin embargo, cuenta con relativamente pocos usuarios.